# Monique Murphy
Monique Murphy (nascida em 9 de abril de 1994) é uma nadadora paralímpica australiana. Sob a bandeira da Austrália, disputou quatro provas da natação nos Jogos Paralímpicos de Verão de 2016, realizados no Rio de Janeiro, no Brasil. Monique se classificou para a final da prova feminina dos 400 metros livre, categoria S10, e conquistou a medalha de prata. Nadou ainda as seguintes provas, contudo, não conseguiu chegar às finais: 50 metros livre, 100 metros livre S10 e 100 metros costas da categoria S10.